# Papá a la deriva
Papá a la deriva est une telenovela chilienne diffusé en 2015-2016 sur Mega.

## Acteurs et personnages
- Gonzalo Valenzuela : Bruno Montt
- María Gracia Omegna : Violeta Padilla
- Francisca Imboden : Rosario Quevedo
- Fernando Larraín : Miguel Ayala
- Solange Lackington : Victoria "Vicky" Urrutia
- Claudio Arredondo : Eugenio "Queno" Padilla
- Maricarmen Arrigorriaga : Berta Bonfante vda. de Balmaceda
- Ignacio Achurra : Matías Quiroz Urrutia
- Simón Pesutic : Cristóbal Montt Balmaceda
- Fernanda Ramírez : Camila Quiroz Urrutia
- Francisco Dañobeitia : Felipe Briceño
- Francisca Walker : Bárbara González Quevedo
- Renato Jofre : Diego Quiroz Urrutia
- Li Fridman : Esmeralda Montt Balmaceda
- Constanza Mackenna : Mary Ann Chamberline "La Gringa"
- Nahuel Cantillano : Arturo Montt Balmaceda
- Giulia Inostroza : Marina Montt Balmaceda
- Jacqueline Boudon : Lucía
- Paulina Hunt : Directrice de l'école
- Roberto Prieto : Luis "Lucho, el Leyenda"
- Samuel González : Pedro

## Diffusion internationale
- Mega

### Sources
- (es) Cet article est partiellement ou en totalité issu de l’article de Wikipédia en espagnol intitulé « Papá a la deriva » (voir la liste des auteurs).